# 松坂村 (愛知県)
松坂村（まつざかむら）は、かつて愛知県幡豆郡にあった村である。
現在の額田郡幸田町の一部（須美・永野・野場・六栗）に該当する。

## 歴史
- 1873年（明治6年） - 野崎村、永井村が合併し、永野村となる。
- 1889年（明治22年）10月1日 - 須美村、永野村、野場村、六栗村が合併し、松坂村が発足。
- 1906年（明治39年）5月1日 - 豊国村と合併し、豊坂村が発足。同日松坂村は廃止。